# Walter Terence Stace
Walter Terence Stace (* 17. November 1886 in London; † 2. August 1967 in Laguna Beach, Kalifornien) war ein britischer Beamter, Erzieher und Philosoph, der Werke über Hegel und den Mystizismus verfasste.
Walter Terence Stace studierte am Bath College, am Fettes College in Edinburgh und am Trinity College in Dublin. Von 1910 bis 1932 war er als britischer Beamter und Richter in Ceylon tätig. Dort beschäftigte er sich auch mit Hinduismus und Buddhismus. Von 1932 bis 1955 lehrte er Philosophie an der Princeton University. In seinen Schriften versuchte er Naturalismus mit religiöser Erfahrung zu versöhnen.
1951 wurde er in die American Academy of Arts and Sciences gewählt.

## Werke
- The Philosophy of Hegel, 1924
- The Theory of Knowledge and Existence, 1932
- The Concept of Morals, 1937
- Time and Eternity, 1952
- Mysticism and Philosophy, 1960
- A Critical History of Greek Philosophy
- The Meaning of Beauty
- The Destiny of Western Man
- Religion and the Modern Mind

| Personendaten    | Personendaten                              |
| ---------------- | ------------------------------------------ |
| NAME             | Stace, Walter Terence                      |
| ALTERNATIVNAMEN  | Stace, W. T.                               |
| KURZBESCHREIBUNG | britischer Beamter, Erzieher und Philosoph |
| GEBURTSDATUM     | 17. November 1886                          |
| GEBURTSORT       | London                                     |
| STERBEDATUM      | 2. August 1967                             |
| STERBEORT        | Laguna Beach, Kalifornien                  |